# Lunghezza di Debye
In fisica, la lunghezza di Debye è la distanza spaziale entro la quale le cariche elettriche mobili schermano il campo elettrico all'interno di un plasma o di altri insiemi di cariche, ovvero è la distanza entro la quale si verifica separazione di carica in modo significativo. Prende il nome dal fisico Peter Debye.
In fisica dei semiconduttori, la lunghezza di Debye è importante per definire l'estensione della regione di carica spaziale. Ad esempio nei MOSFET si mostra che il 50% della carica spaziale nel semiconduttore è situata all'interno {\displaystyle {\sqrt {2}}\,L_{D}} dall'interfaccia {\displaystyle Si-SiO_{2}}.

## Lunghezza di Debye in un plasma
In un plasma, la lunghezza di Debye è
{\displaystyle \lambda _{D}={\sqrt {\frac {\varepsilon _{0}k/q_{e}^{2}}{n_{e}/T_{e}+\sum _{ij}j^{2}n_{ij}/T_{i}}}}}
dove
λD è la lunghezza di Debye,
ε0 è la costante dielettrica del vuoto,
k è la costante di Boltzmann,
qe è la carica unitaria,
Te e Ti sono le temperature degli elettroni e degli ioni, rispettivamente,
ne è la densità degli elettroni,
nij è la densità delle specie atomiche i, con carica ionica positiva jqe
il termine ionico è spesso trascurato, dando
{\displaystyle \lambda _{D}={\sqrt {\frac {\varepsilon _{0}kT_{e}}{n_{e}q_{e}^{2}}}}}
questo è valido solo nel caso di ioni più freddi rispetto agli elettroni.